# Zorayda Bernal Piña
Zorayda Bernal Piña (Oaxaca de Juárez, Oaxaca, 25 de febrero de 1934) también referida como Zorayda Bernal de Badillo es una política y sindicalista mexicana, miembro del Partido Revolucionario Institucional (PRI). Fue diputada federal de 1976 a 1979.

## Biografía
Se graduó como enfermera en el Hospital Latinoamericano de Puebla de Zaragoza, Puebla y realizó estudios de posgrado en Trabajo Social en Rumania y Perú, así como cursos de Derecho laboral en la Academia de Derecho y Bienestar Social. 
Fue secretaria general del comité político del Sindicato de Trabajadores Ferrocarrileros de la República Mexicana y vicepresidenta del Congreso del Trabajo Femenil. En 1976 fue elegida diputada federal por el Distrito 7 de Oaxaca a la L Legislatura que concluyó en 1979; en ella fue integrante de la sección de Ferrocarriles y de la sección de Correos y Telégrafos de la comisión de Medios Generales de Comunicación; de la sección de Desarrollo Económico, Cultural y Social de la Mujer Campesina de la comisión de Asuntos Agrarios; de la comisión de Desarrollo de Empresas Pequeñas y Artesanales; de la sección del Istmo de la comisión de Desarrollo Regional; de la sección de Bienestar Materno-infantil de la comisión de Seguridad Social y Salud Pública; y de la comisión de Patrimonio Nacional.